# Le Saint (série télévisée)
Pour les articles homonymes, voir Le Saint.
Le Saint (The Saint) est une série télévisée britannique comportant 118 épisodes de 50 minutes, dont 71 en noir et blanc, ainsi que deux téléfilms qui sont initialement des épisodes en deux parties: Le Saint : les créateurs de fictions (1967) et Vendetta pour le Saint (1969). Elle est fondée sur les romans écrits par Leslie Charteris, publiés dans les années 1930. Produite par ITC Entertainment, elle a été diffusée entre le 4 octobre 1962 et le 9 février 1969 sur le réseau ITV.
Au Québec, la série a été diffusée à partir du 8 octobre 1963 sur Télé-Métropole et plusieurs stations indépendantes ou privées affiliées à Radio-Canada (CFCM, CHLT, CKTM, CJPM, CJBR, CKRT, CKRN, CHAU, etc.),, et en France à partir du 6 mai 1964 sur RTF Télévision 2 puis la deuxième chaîne de l'ORTF et Antenne 2.

## Synopsis
Surnommé « le Saint » en raison de ses initiales, Simon Templar est un aventurier au charme irrésistible, mélange de justicier, de détective amateur et de Robin des Bois moderne, qui traque les criminels à travers le monde et n'hésite pas à les dépouiller. Il aide ceux qui sont abandonnés ou qui sont sans pouvoir.

## Distribution

### Acteur principal
- Roger Moore (VF : Claude Bertrand) : Simon Templar, dit le Saint

### Acteurs récurrents
- Ivor Dean (VF : Jean-Henri Chambois) : Inspecteur Claude Eustace (Eustache en VF) Teal
- Alan Gifford (VF : Émile Duard) : Inspecteur Fernack
- Arnold Diamond (VF : Gérard Férat) : Colonel Latignant (six épisodes)
- Warren Mitchell (en) : Marco Di Cesari, chauffeur de taxi à Rome (Intervient dans trois épisodes)
- Larry Taylor (en) (VF : Pierre Garin, Claude Joseph puis Henry Djanik) : Swann / Ashok / Alicron
- Justine Lord (en) (VF : Béatrice Delfe puis Michèle Montel) : Denise Grant / Mandy Ellington
- Ricardo Montez (en) (VF : Gérard Hernandez puis Henry Djanik) : Carlos Segoia / Giuseppe, le chef décorateur
- Suzanne Lloyd (VF : Nadine Alari puis Michèle Montel) : rôles divers (six épisodes)
- Annette Andre (VF : Jeanine Freson) : rôles divers (cinq épisodes)
- Erica Rogers : rôles divers (quatre épisodes)
- Suzan Farmer (VF : Claude Chantal) : rôles divers (quatre épisodes)
- Jean Marsh (VF : Claire Guibert puis Nicole Favart) : rôles divers (quatre épisodes)
- Sylvia Syms : rôles divers (quatre épisodes)
- Leslie Crawford (VF : Jacques Torrens) : Dunn
- Shirley Eaton (VF : Nicole Favart) : Adrienne Halberd / Gloria Uckrose / Reb Denning
- Imogen Hassall : Sophia Arnetas/ Nadya/ Malia
- Marne Maitland (VF : Michel Roux, Fernand Fabre puis Georges Hubert) : Borota / Esteban / Hassan / le gourou

On retrouve en guest-stars des acteurs et actrices connus qui font leurs débuts : Julie Christie, Honor Blackman, Samantha Eggar, Oliver Reed, Anthony Quayle, Julian Glover, Michael Gough, Donald Sutherland, Lois Maxwell, Freddie Jones et Steven Berkoff.

## Genèse du projet et production
Leslie Charteris ne voulait plus vendre les droits d'adaptation de son personnage, déçu par les adaptations cinématographiques jouées par Louis Hayward et George Sanders. Le réalisateur John Paddy Carstairs ami de Charteris permit aux producteurs Robert S. Baker et Monty Berman de rencontrer l'auteur et de le convaincre de vendre les droits. Ces derniers les ayant obtenus, ils proposent la série à la société ABC Television, qui trouve le coût trop élevé. Sir Lew Grade, à la tête d'ATV, convaincu du potentiel du projet, décide de produire la série.
Auréolé du succès de Destination Danger, Patrick McGoohan est un temps considéré comme interprète potentiel du Saint par Lew Grade, mais l'acteur décline la proposition.
Roger Moore, qui avait tenté en vain d'acheter les droits du personnage de Charteris, est alors contacté et accepte le rôle qui fera sa gloire.
En raison de conflits avec Monty Berman, qui n'aime pas les plaisanteries de Roger Moore sur le tournage, ce dernier ne souhaite pas continuer l'aventure aux terme des quatre saisons en noir et blanc. Robert S. Baker décide alors de créer avec l'acteur une nouvelle société de production, Bamore, tandis que Monty Berman quitte la série pour le consacrer à d'autres projets dont le premier sera Alias le Baron.
Fort du succès d'audience de la diffusion sur la chaîne américaine CBS, Baker et Moore annoncent le 22 octobre 1965 dans le journal Daily Sketch la production de nouveaux épisodes en couleur. Dans leur grande majorité, ceux-ci ne sont plus inspirés des nouvelles de Leslie Charteris. Il s'agit de scénarios originaux signés notamment de Leigh Vance, John Stanton, Michael Winder, John Kruse, Philip Broadley, Terry Nation, Michael Pertwee. Quelques épisodes sont encore « inspirés de nouvelles de Leslie Charteris », auxquelles il a prêté sa signature lors de la publication en livres mais qui ont été écrits par d'autres auteurs.
En août 1968, Roger Moore annonce qu'il arrête la série : « Cent dix-huit épisodes, c'est beaucoup. » Le dernier épisode est diffusé en Angleterre le 9 février 1969. Moore déclare au Sunday People le 7 avril 1968 que la série peut se poursuivre avec un nouvel acteur.

## Commentaires
Le Saint est l'une des plus longues séries d'aventures produites au Royaume-Uni, avec Chapeau melon et bottes de cuir et Doctor Who.
Dans Le Saint, Roger Moore interprète Simon Templar, le justicier hors-la-loi créé par Leslie Charteris dans les années 1930 et apparaissant dans de nombreux romans et nouvelles. L'interprétation de Simon Templar par Roger Moore est parfois considérée comme une préparation à son futur rôle de James Bond. On lui propose deux fois le rôle de 007 durant la diffusion de la série, rôle qu'il doit refuser en raison de ses obligations télévisuelles. Dans l'un des premiers épisodes de la série, l'un des personnages prend d'ailleurs Simon Templar pour James Bond, ainsi que dans l'épisode 22 de la saison 5, Le Trésor mystérieux (Island of Chance), quand le Saint demande à un bandit : « D'où vient l'or ?... » celui-ci répond : « C'est Goldfinger qui nous l'a donné... » qui fait référence au James Bond Goldfinger de 1964.
Roger Moore est le seul acteur principal de toute la série, qui compte cependant quelques personnages récurrents, tels que l'inspecteur Teal, interprété par Ivor Dean.
La série, appartenant résolument au genre mystérieux à ses débuts, a peu à peu évolué vers des intrigues d'agent secret ou fantastiques. La transition noir et blanc-couleurs, réalisée à la moitié de la diffusion, a fait l'objet d'une forte publicité. Dans les premiers épisodes, Roger Moore brise le quatrième mur en faisant s'adresser Simon Templar directement aux téléspectateurs au début de chaque épisode. Avec le passage à la couleur, cela a été remplacé par une simple narration en voix hors-champ.
Le célèbre générique musical a été composé par Edwin Astley et imaginé par Leslie Charteris.
En 1978, la série a donné lieu à une suite intitulée Le Retour du Saint (Return of the Saint), avec Ian Ogilvy dans le rôle de Simon Templar, qui ne connut qu'une saison, les téléspectateurs américains ayant boudé cette version qui nécessitait, par le coût des tournages en extérieurs en Europe, un financement par la revente à une chaîne américaine.
En 1987, Andrew Clarke (acteur) tient le rôle dans le pilote d'une nouvelle série The Saint in Manhattan mais il faudra attendre deux ans pour qu'une série soit produite.
En effet, Simon Dutton tiendra  le rôle-titre le temps d'une série de six téléfilms intitulée Le Saint tournés en 1989.
Simon Templar conduit une Volvo P1800 blanche (période Moore), une Jaguar XJ-S blanche ainsi qu'une moto BMW R 100 RS  (période Ogilvy, une Jensen Interceptor bleue (période Dutton). Dans le pilote qu'il a tourné en 1987, Andrew Clarke conduit une Lamborghini Countach.
Roger Moore n'a plus jamais interprété ce rôle après 1969, trop occupé à être Brett Sinclair puis James Bond ; on peut cependant l'entendre parler dans un autoradio dans le film Le Saint, avec Val Kilmer.
En décembre 2007, James Purefoy est annoncé comme le nouveau Simon Templar, mais le projet n'aboutit pas.
Dans un téléfilm de 2013, sorti en 2017, The Saint, Adam Rayner incarne le personnage de Simon Templar aux côtés d'une Patricia Holm interprétée par Eliza Dushku. Roger Moore et Ian Ogilvy y font une apparition.
En 2020, Paramount annonce une nouvelle version avec l'acteur Chris Pine dans le rôle, projet abandonné à cause de la pandémie. L'année suivante, il est indiqué que c'est Regé-Jean Page qui va jouer le rôle-titre mais début 2025, aucune suite n'a été donnée.

### Liens avec les romans
De nombreux épisodes de la série sont basés sur les aventures écrites par Leslie Charteris, mais la proportion de scripts originaux a augmenté au fur et à mesure de l'évolution de la série.
Quand Leslie Charteris a vendu les droits du Saint en vue d'une série télévisée, il a imposé dans le contrat trois conditions aux futurs scénaristes :
1. le Saint ne peut ni se marier, ni fonder une famille ;
2. le Saint ne peut pas avoir de handicap physique ;
3. le Saint ne peut pas attraper une maladie vénérienne.

Le personnage de la série est cependant bien loin de celui des romans.

### Autour de la série
- L'épisode de la sixième saison Le Roi / The Ex-King of Diamonds est considéré par les critiques comme la préquelle d'Amicalement vôtre. Dans cet épisode, Simon Templar reçoit une invitation à une partie de baccara donnée par l'ex-roi Boris à Monte-Carlo. En chemin, le Saint fait la connaissance d'un millionnaire texan, Rod Huston, et d'une ravissante jeune fille, Janine Flambeau, qui refuse de dîner avec eux. Ils apprennent plus tard que le père de la jeune fille a mis au point un système mathématique complexe permettant de gagner au jeu et qu'ils n'utilisent que pour rembourser les factures les plus pressantes, sans jamais tenter de gagner une fortune. Avec cet épisode, Robert S. Baker a voulu connaître la réaction du public face à un duo britannique-américain.

- Le rôle de l'inspecteur Teal a été tenu par Ivor Dean au bout du 20e épisode. Campbell Singel (épisode "L'homme qui avait de la chance", saison 1 épisode 12) , Wensley Pithey, ("Le Saint en vedette", saison 2 épisode 2) et Norman Pitt ("L'insaisissable Ellshaw", saison 2 épisode 5) incarnèrent Teal sans vouloir s'engager dans la durée[6]. Lorsque le Saint se trouve à New York, comme dans les romans de Leslie Charteris, il est aux prises avec l'inspecteur Fernack, joué par Alan Gifford. On le voit dans les épisodes suivants : ( "Le terroriste prudent", saison 1 épisode 3, "L'élément du doute", saison 1, épisode 8) mais pas dans l'épisode 62 censé se dérouler à New York ("Une belle fin", saison 3, épisode 23). En France, le Saint a affaire à l'inspecteur Latignant, interprété par Arnold Diamond. Il apparaît de la saison 2 à la saison 5 dans les épisodes "Les Artistes de la fraude", saison 2 épisode 26; "Le cambriolage", saison 2 épisode 27; "Peine de mort", saison 3 épisode 9; "Les trois madame Oddington", saison 4 épisode 5; "Les bijoux de Donna Luisa", saison 4 épisode 8; "Le meilleur piège", saison 5 épisode 9).

## Produits dérivés

### DVD (France)
Le découpage des épisodes en saisons est différent en France et au Royaume-Uni; d'où une première édition en 5 coffrets seulement. À la même époque, la série a également été proposée à la vente par correspondance, DVD après DVD, par TF1 Vidéo. À la suite de l'épuisement des stocks, une réédition des coffrets vient d'être amorcée, avec un découpage des épisodes encore différent.
- Le Saint, l'intégrale saison 1 (5 février 2004) : saison 1 + 5 épisodes de la saison 2.
- Le Saint, l'intégrale saison 2 (5 février 2004) : saison 2.
- Le Saint, l'intégrale saison 3 (5 février 2004) : saisons 3 et 4.
- Le Saint, l'intégrale saison 4 (9 juin 2004) : saison 5 + 4 épisodes de la saison 6.
- Le Saint, l'intégrale saison 5 (9 juin 2004) : avec la saison 6.
- Le Saint, les épisodes couleur - Coffret intégral 4 DVD (2 octobre 2013) : première moitié des épisodes de la saison 5 + 1 épisode de la saison 6.
- Le Saint, les épisodes couleur - Coffret intégral volume 2 4 DVD (1er octobre 2014) : 14 épisodes des saisons 5 et 6.
- Le Saint - coffret intégral de la série 33 DVD (le 1er octobre 2015) : 118 épisodes. Il est à noter que les épisodes en deux parties Double méprise (connu aussi sous le titre : Les Créateurs de fictions) et Vendetta pour le Saint présentés dans ce coffret sont en fait les versions cinéma respectivement de 1 h 40 et de 1 h 35. Les génériques et la musique sont différents car il s'agit ici des montages cinéma. Les montages originels n'existant pas en version française, TF1 vidéo a décidé d'ajouter les films pour compléter l'intégrale.